# میلبروک (آلاباما)
میلبروک (به انگلیسی: Millbrook) شهری در شهرستان المور ایالت آلاباما است که مساحت آن ۳۳٫۹۲ کیلومتر مربع است و در سرشماری سال ۲۰۱۰ میلادی، ۱۴٬۶۴۰ نفر جمعیت داشته و تراکم جمعیتی آن، ۴۳۱٫۶ نفر در هر کیلومتر مربع بوده است.